# 冴月里実
冴月 里実（さゆづき さとみ、本名・年齢非公開、3月17日 - ）は、日本の女優、シンガー、ダンサー、振付師、演出家である。英語表記はSayuzuki Satomi。千葉県出身。配偶者は俳優のりんたろう。

## 概要

### 人物
女優、ミュージカル女優、ダンサー、シンガー、振付師、ショー演出家として活動。
舞台出演の他、イベント出演やライブ活動、ショー製作、ミュージカルやダンス公演の振付なども行う。
身長163cm。
『月刊ミュージカル』2010年1月号にて、編集長であり評論家の瀬川昌久よりその歌声を評価される。
猫好きでダイナとフィガロという名前の保護猫を2匹飼っている。また好きなものはコスメ、香水。他にも読書、漫画、ゲーム、アニメ好きを公言している。

### 経歴
幼少よりモダンダンスを始め、公演ではソロも務める。
6歳で「コーラスライン」を観劇したことをきっかけにミュージカル女優を志し、後にジャズダンス、クラシックバレエ、タップダンスなどのダンス、ヴォイストレーニングも始める。
高校卒業後、大学に進学したが舞台に専念したいとの想いから半年で自主退学。
東宝ミュージカルアカデミー第1期卒業生。
エンターテイメントショープロジェクト「Lady Bunnies Buresque」主宰。

## 出演

### 舞台
- 「Tap Wave」（新国立劇場 中劇場）
- 「SHOWBIZ!」パトリシア・ミラー (東京芸術劇場)
- フジテレビジョン「Broadway Gala Concert 2007」（青山劇場）ソロパフォーマンス
- TMA卒業公演「Les Miserables」（東京芸術劇場 中ホール）
- エンターテイメント・ミュージカルショー「IL MUSICALE」
- Company Free Style Presents S-ROCK MUSICAL「LAZY DAYZ」（六行会ホール）MIKI役
- entiendo「〜3rd Loach under the Willow〜」（北沢タウンホール）シンガー・ダンサー
- ケセラ・DE・ミュージカル「マイ・フューチャー」理佐役
- ミュージカル「ロザリー」マルグリート役
- 「Sing For the Future and Dance For the Future 〜a tribute to the TOHO Musical〜」（シアタークリエ）ジキル＆ハイド／ルーシー役、王様と私／アンナ役など
- 東宝企画公演 TMA Extra「『5時間目は、国語。』」里実役
- ミュージカル「ブレイン・ストーム」
- 豪華客船 ぱしふぃっくびいなす レビューショー「李香蘭 〜ある歌姫の物語〜」
- ジュークボックス・エンターテイメントショー「LA MUSICALE」
- 舞台「蒼穹のファフナー 〜FACT AND RECOLLECTION〜」（シアターグリーン BIG TREE THEATER）要咲良役
- LIVE & SHOW「Regeneration」（SHIBUYA BOXX）
- ミュージカル「マリオネット」（六行会ホール）海賊女王 グレース・オマリー役
- 音楽劇「蒼穹のファフナー」（博品館劇場）要咲良役
- 豪華客船 ぱしふぃっくびいなす レビューショー「李香蘭 〜ある歌姫の物語〜」再演
- SECOND・N PRODUCE VOL.3「愛しの★ギョレンジャー」ヒロイン 里中美奈役
- ミュージカル「ハロー・ドーリー！」（東京芸術劇場プレイハウス）
- 「Midnight Traveller」
- ミュージカル「ショウ・ボート」
- ミュージカル「ミー＆マイガール」
- 「Battle Butler」天願美桜役
- 「Lady Bunnies Burlesque LIVE vol.1」
- 「Lady Bunnies Burlesque LIVE vol.2」
- Lady Bunnies Burlesque×GN .BBs「CINEMATIC」
- 「Lady Bunnies Burlesque LIVE vol.3」
- 「Lady Bunnies Burlesque SHOWlive 4th」
- 「Lady Bunnies Burlesque SHOWlive 5th」

他多数。

### バックダンサー
angela
- 「ミュージック・ワンダー★大サーカス 3rd 〜Broadway Fighter〜 同時上演：ドメラバの大暴年会」（中野サンプラザ）
- STARCHILD PRESENTS「STARCHILD FESTIVAL 2009・spring」（NHKホール）
- Animelo Summer Live 2009「RE:BRIDGE」（さいたまスーパーアリーナ）
- 「ミュージック・ワンダー★大サーカス 4th 〜the gear turns around〜」（中野サンプラザ）

Honey L Days
- DANCE ENTERTAINMENT PARTY「WORLD WIDE」Honey L Days Director 麿我（品川 Stellar Ball）

他多数。

### アニメ
- 「惡の華」キャラクタービジュアル春日（主人公）の母役

## 振付
- 「Sing For the Future and Dance For the Future 〜a tribute to the TOHO Musical〜」（シアタークリエ）
- 東宝企画公演 TMA Extra「『5時間目は、国語。』」
- 豪華客船 ぱしふぃっくびいなす レビューショー「李香蘭 〜ある歌姫の物語〜」
- 東宝企画公演 TMA Extra「『5時間目は、国語。』」再演
- ジュークボックス・エンターテイメントショー「LA MUSICALE」
- LIVE & SHOW「Regeneration」（渋谷BOXX）
- 豪華客船 ぱしふぃっくびいなす レビューショー「李香蘭 〜ある歌姫の物語〜」再演
- 「Lady Bunnies Burlesque LIVE vol.1」
- 「Lady Bunnies Burlesque LIVE vol.2」
- Lady Bunnies Burlesque×GN .BBs「CINEMATIC」
- 「Lady Bunnies Burlesque LIVE vol.3」
- 「Lady Bunnies Burlesque SHOWlive 4th」
- 「Lady Bunnies Burlesque SHOWlive 5th」

他多数。

## CD
- angela「蒼い春」コーラス
- Lady Bunnies Burlesque「Show Opener」
- Lady Bunnies Burlesque「アンチ」